# 更寮村
23°28′43.1″N 120°14′15.9″E / 23.478639°N 120.237750°E
更寮村是中華民國台灣嘉義縣六腳鄉轄下的行政區，位於嘉義縣的西北方，轄區面積約為2.9100平方公里，行政區包含12個鄰、244戶，人口數有627人。

## 地理
東邊與台19線西側的正義村相連，東南邊與朴子市比鄰，西南面以朴子溪和東石鄉為界，北接古林村、六南村。

## 聚落歷史
清朝先民來此地搭寮，靠採莿覓用以熬鹼維生，故得「鹼寮」之名；又因閩南語發音「鹼」與「更」相同，故寫成今名更寮。
此地以蔡（蔡振隆）、陳（陳隆）二姓祖先最早移入，祖籍為漳州府龍溪縣，但較晚移入的吳姓人口數卻是最多，但今日的村落僅剩當年的一半，南部已無住家分布。
舊聚落裡的小地名，有吳姓望族居住的「大厝內」，以及蔡姓的居住地「酒菇仔內」，以前為釀酒的場所。

## 教育
此區域內設有更寮國小，國中學區為六嘉國中。
1941年4月設立台南州六腳庄六腳國民學校共榮分教場。到了1945年8月台灣光復後，改稱台南縣六腳鄉六腳國民學校更寮分校。至1946年2月，正式獨立為台南縣六腳鄉第五國民學校。於1947年3月改稱台南縣六腳鄉更寮國民學校。又於1989年10月，因行政區域的調整，改名為嘉義縣六腳鄉更寮國民學校。最後1968年8月，由於學制改革，改稱嘉義縣六腳鄉更寮國民小學。

## 文化資源/文化資產
玉王宮位於嘉義縣六腳鄉更寮村，創立於1872年，又於1984年重建，是一間道教的民間寺廟，主要祭祀的神明是玉王千歲，至今登記的信徒人數有91人。組織型態採管理委員會制，目前的暫時管理人為吳正雄，是由信徒大會選舉產生。